# 毛叶无心菜
毛叶无心菜（学名：Arenaria trichophylla）为石竹科无心菜属的植物，为中国的特有植物。分布在中国大陆的四川等地，生长于海拔3,900米的地区，多生长于山坡草地，目前尚未由人工引种栽培。